# Нянька: Королева убивць
«Нянька: Королева убивць» (англ. The Babysitter: Killer Queen) — американська чорна комедія 2020 року, режисером і продюсером якої став Макджі. Продовження фільму «Нянька» 2017 року. У фільмі знялися Джуда Льюїс, Емілі Елін Лінд, Дженна Ортега, Роббі Амелл, Ендрю Бачелор, Леслі Бібб, Гана Мей Лі, Белла Торн, Самара Вівінг і Кен Маріно.
Фільм вийшов 10 вересня 2020 року на Netflix, отримавши загалом негативні відгуки від критиків.

## Сюжет
Через два роки після того, як сатанинський культ,  який очолювала його нянька Бі, намагався вбити його, Коул Джонсон навчається в старшій школі. Йому не вдається переконати нікого, крім своєї найкращої подруги Мелані, у небезпечній для життя змові Бі; його батьки та більшість інших вважають, що у нього був психічний зрив. Після того, як він дізнається, що батьки зарахували його до психіатричної школи, він тікає з Мелані, її хлопцем Джиммі та їхніми друзями Бум-Бумом і Дієго, щоб погуляти на вечірці біля озера.
На вечірці Коул помічає нову студентку Фібі Етвелл. Пізніше друзі Коула розважаються на вечірці на човні, коли Мелані раптово вбиває Бум-Бума човновим гаком і ловить його кров. Мелані, Джиммі та Дієго виявляються членами сатанинського культу. Маючи кров Бум-Бума для жертви, їм потрібна ще кров Коула як жертва «незайманого», щоб здійснити свої бажання. Також з'являються воскреслі члени культу з першого фільму Соня, Еллісон, Макс і Джон. Вони повинні взяти участь у ритуалі до сходу сонця. Однак раптово з'являється Фібі, яка шукає бензин для свого водного мотоцикла. Коул виривається від членів культу та втікає з Фібі на її водному мотоциклі.
Опинившись на суші, Коул все пояснює Фібі, яка вірить йому, а сектанти кидаються в погоню. Соня робить першу спробу вбити їх, але вони збивають її залишеною незнайомцем машиною та обезголовлюють дошкою для серфінгу. Еллісон знаходить Коула і Фібі, але вони затискають її між вузьким клином скелі і відривають їй голову. Вони сідають у човен і їдуть, але Макс заскакує на пліт, що прикріплений до задньої частини човна, і хоче забратися на човен. Однак Фібі підпалює його, а потім Коул шматує його гвинтом човна. Дієго та Джиммі надприродним чином розпадаються, коли хочуть припинити погоню за Коулом.
Коул і Фібі прибувають до старого сімейного будинку Фібі, де вони знаходять притулок і сподіваються дочекатися ночі. У бункері Фібі розповідає Коулу, що її батьки загинули через те, що вона врізалася в них у смертельній автомобільній аварії. Коул втішає її, і вони займаються сексом. Мелані дзвонить батькові Коула Арчі, який шукав його разом із батьком Мелані Хуаном. Коул і Фібі виходять з бункера, озброєні арбалетами, а Джон випадково гине, коли на нього падає люстра. Арчі дає Коулу снодійне, щоб відвезти його до своєї машини, коли Мелані вбиває Хуана мачете та бере в полон Фібі.
Під час зупинки на заправці, Коул приходить до тями, замикається від Арчі в машині та повертається до озера, щоб врятувати Фібі. У бухті Мелані тримає Фібі в заручниках. В цей час з води випливає Бі, і виявляється, що вона була нянькою Фібі. Колись вона уклала угоду з дияволом, щоб врятувати життя Фібі в автокатастрофі в обмін на її душу. Соня, Еллісон, Макс і Джон знову воскресають, і разом з Мелані п'ють кров Коула, змішану з кров'ю Бум-Бума. Однак, оскільки Коул займався сексом з Фібі й тому більше не є «незайманим», ритуал має зворотний ефект, і п'ятеро тануть і розпадаються. Бі, яка не пила крові, розповідає, що вона організувала все, щоб Фібі та Коул змогли об'єднатися та перемогти культ, змінивши думку після зізнання Коула в любові після її початкової поразки. Однак, оскільки технічно Бі все ще є демоном, вона п'є кров і розпадається, щоб врятувати двох. З'являється Арчі, який став свідком смерті Бі і тепер вірить у правду того, що сказав Коул. Коли сходить сонце, Коул і Фібі обіймаються в поцілунку, а Арчі гордо дивиться на них.

## Акторський склад
| Актор           | Роль                        |
| --------------- | --------------------------- |
| Джуда Льюїс     | Коул Джонсон                |
| Емілі Елін Лінд | Мелані Сайрус               |
| Дженна Ортега   | Фібі Атвелл                 |
| Роббі Амелл     | Макс                        |
| Ендрю Бачелор   | Джон                        |
| Гана Мей Лі     | Соня                        |
| Белла Торн      | Елісон                      |
| Самара Вівінг   | Бі                          |
| Кен Маріно      | Арчі Джонсон                |
| Леслі Бібб      | Філіс Джонсон               |
| Кріс Вайлд      | Хуан Сайрус                 |
| Гелен Гонг      | директорка Гайбріджа        |
| Джейсон Рогел   | офіцер Філ                  |
| Скотт Макартур  | безхатько Лерой             |
| Аманда Черні    | Вайолет, касирка в магазині |